# Marta Stremecka
Marta Stremecka (ur. 1958 w Krakowie) – polska dziennikarka.

## Życiorys
Studiowała teatrologię na Uniwersytecie Jagiellońskim.
W 1990 roku została redaktorem w powstałym wówczas "Czasie Krakowskim". W 1997  została sekretarzem redakcji w "Życiu Warszawy". Od 1998 była szefową Magazynu "Życie". Od 2003 pracowała w Axel Springer Polska przy różnych projektach. W szczególności w 2003  współzakładała "Fakt", gdzie najpierw była szefową działu politycznego, a potem redaktor wicenaczelną oraz naczelną redaktor „Fakt Kobieta” – cotygodniowego dodatku. Od 2006 do 2009  była wicenaczelną "Dziennika" wydawanego przez ten sam koncern.
Wykładała dziennikarstwo na Uniwersytecie Jagiellońskim i Papieskiej Akademii Teologicznej.
W 2009 wraz z Robertem Krasowskim założyła "Wydawnictwo Czerwone i Czarne" i jest jego współwłaścicielką.

## Twórczość (wybór)
- A chciałam być aktorką…,  biograficzny wywiad-rzeka z Janiną Paradowską
- Jerzy Urban. O swoim życiu rozmawia z Martą Stremecką
- Trzeba się bić, wywiad-rzeka z Leszkiem Balcerowiczem.